# Szydłowice (gmina)
Szydłowicze, Szydłowice – dawna gmina wiejska istniejąca w latach 1922–1939 w woj. białostockim (obecnie na Białorusi). Siedzibą gminy były Szydłowicze.
Gminę Szydłowicze utworzono 30 grudnia 1922 roku w powiecie wołkowyskim w woj. białostockim z części obszaru 
gminy Mścibów:
- gromada Biegienie (wieś Bagienie),
- gromada Bierdziki (wsie Bierdziki i Niewiarówka),
- gromada Bobyle (wieś Bobyle),
- gromada Dziaki (wieś Dziaki),
- gromada Janowicze (wieś Janowicze),
- gromada Kosin (wsie Kosin, Menczele i Subacze),
- gromada Kukiełki (wieś Kukiełki),
- gromada Miełowce (wieś Miełowce),
- gromada Mosznie (wieś Mosznie [Moszny]),
- gromada Orany (wsie Orany i Wilczuki),
- gromada Ostrowczyce (wieś Ostrowczyce),
- gromada Ozieranki (wsie Ozieranki Małe, Ozieranki Wielkie i Bancerowszczyzna),
- gromada Piatczyce (wsie Piatczyce i Zieniowce),
- gromada Snopki (wieś Snopki),
- gromada Szydłowicze (wieś Szydłowicze),
- gromada Talkowce (wieś Talkowce),
- gromada Wiszniewicze (wieś Wiszniewicze).

16 października 1933 gminę Szydłowice podzielono na 17 gromady: Biegienie Wielkie, Bierdziki, Bobyle, Dziaki, Janowicze, Kosin, Kukiełki, Miełowce, Mosznie, Orany, Ostrowczyce, Ozieranki, Piatczyce, Snopki, Szydłowice, Talkowce i Wiszniewicze.
Po wojnie obszar gminy Szydłowice wszedł w struktury administracyjne Związku Radzieckiego.
Zobacz też: gmina Szydłowicze